# Royal Darwin Hospital
Il Royal Darwin Hospital (spesso abbreviato con RDH) è un ospedale universitario che si trova a Tiwi, un sobborgo a nord di Darwin. È il più importante ospedale del Territorio del Nord dell'Australia nonché unico centro di III livello dello stato che serve quindi un'area di 475.338 km2 a cui accedono anche pazienti provenienti da parti dell'Australia Occidentale e del Sud-est asiatico.
Ha una dotazione di circa 360 posti letto e di circa 1500 dipendenti. Ogni anno vengono effettuati 40.000 ricoveri ordinari, 28.000 accessi in emergenza e 2000 interventi chirurgici in elezione.
È l'ospedale di riferimento per la facoltà di medicina della Charles Darwin University che offre corsi di alta formazione post laurea in medicina tropicale e sulla salute dei popoli aborigeni.

## Storia
Il primo ospedale dell'insediamento di Palmerston (poi Darwin) fu costruito nel 1874, sotto l'autorità del dottor James Millner. Durante i successivi 40 anni l'ospedale fu amministrato dall'Australia Meridionale. Nel 1911, il governo del Commonwealth assunse il controllo. La costruzione di un ospedale da 89 posti letto iniziò nel 1941 per soddisfare la popolazione di 4.000 abitanti dell'area di Darwin. Il nuovo ospedale fu inaugurato il 2 febbraio 1942 e fu bombardato dai giapponesi solo 17 giorni dopo. Nel 1970, le strutture faticavano a far fronte alle richieste della popolazione in crescita e fu scelto un sito per un secondo ospedale a Rocklands Drive nel nuovo sobborgo di Tiwi.
La costruzione della struttura, allora nota come Ospedale di Casuarina, iniziò nel 1973. Nell'ottica di ridurre tempi e costi, fu scelto un progetto basato sul Woden Valley Hospital di Canberra con modifiche per renderlo più adatto al clima tropicale. L'ospedale Casuarina divenne pienamente operativo il 20 maggio 1980, con l'apertura ufficiale da parte del primo ministro Malcolm Fraser avvenuta il 19 settembre. Il 1 gennaio 1982 il nome dell'Ospedale Casuarina fu cambiato in Darwin Hospital. In seguito alla sanzione regia del 10 gennaio 1984, l'ospedale divenne il Royal Darwin Hospital.